# آیدن اونیل
آیدن اونیل (انگلیسی: Aiden O'Neill؛ زادهٔ ۴ ژوئیهٔ ۱۹۹۸) بازیکن فوتبال اهل استرالیا است.
از باشگاه‌هایی که در آن بازی کرده‌است می‌توان به باشگاه فوتبال اولدهام اتلتیک اشاره کرد.
وی همچنین در تیم‌های ملی فوتبال زیر ۲۳ سال استرالیا و استرالیا بازی کرده‌است.